# Eupogonius subarmatus
Eupogonius subarmatus är en skalbaggsart som först beskrevs av Leconte 1859.  Eupogonius subarmatus ingår i släktet Eupogonius och familjen långhorningar. Inga underarter finns listade i Catalogue of Life.